# Robert Rojas
Robert Rojas (Concepción, 30 aprile 1996) è un calciatore paraguaiano, difensore dell’ Olimpia.

## Caratteristiche tecniche
È un difensore centrale.

## Carriera
Cresciuto nel settore giovanile del Guaraní, ha esordito in prima squadra il 3 febbraio 2017 disputando l'incontro di campionato perso 3-2 contro il Libertad.

## Statistiche

### Presenze e reti nei club
Statistiche aggiornate al 6 novembre 2024.
| Stagione           | Squadra            | Campionato         | Campionato | Campionato | Coppe nazionali | Coppe nazionali | Coppe nazionali | Coppe continentali | Coppe continentali | Coppe continentali | Altre coppe | Altre coppe | Altre coppe | Totale | Totale | Totale |
| Stagione           | Squadra            | Comp               | Pres       | Reti       | Comp            | Pres            | Reti            | Comp               | Pres               | Reti               | Comp        | Pres        | Reti        | Pres   | Reti   |        |
| ------------------ | ------------------ | ------------------ | ---------- | ---------- | --------------- | --------------- | --------------- | ------------------ | ------------------ | ------------------ | ----------- | ----------- | ----------- | ------ | ------ | ------ |
| 2017               | Guaraní            | PD                 | 34         | 4          |                 | -               | -               | CL                 | 3                  | 0                  |             | -           | -           | 34     | 4      |        |
| 2018               | Guaraní            | PD                 | 38         | 1          |                 | -               | -               | CL                 | 4                  | 0                  |             | -           | -           | 38     | 1      |        |
| Totale Guaraní     | Totale Guaraní     | Totale Guaraní     | 72         | 5          |                 | -               | -               |                    | 7                  | 0                  |             | -           | -           | 79     | 5      |        |
| gen. giu. 2019     | River Plate        | PD                 | 8          | 1          | CA+CdL          | 1+1             | 0               | CL                 | 5                  | 0                  | RS+Cmc      | 0           | 0           | 15     | 1      |        |
| 2019-2020          | River Plate        | PD                 | 13         | 1          | CA+CdL          | 1+7             | 0+2             | CL                 | 7                  | 2                  | -           | -           | -           | 28     | 5      |        |
| 2021               | River Plate        | PD                 | 16         | 2          | CdL             | 6               | 0               | CL                 | 4                  | 0                  | SA+TdC      | 1+1         | 0           | 28     | 2      |        |
| 2022               | River Plate        | PD                 | 0          | 0          | CA+CdL          | 0+6             | 0+1             | CL                 | 1                  | 0                  | -           | -           | -           | 7      | 1      |        |
| gen.-ago. 2023     | River Plate        | PD                 | 14         | 1          | CA              | 1               | 0               | CL                 | 5                  | 1                  | TdC         | 1           | 0           | 21     | 2      |        |
| Totale River Plate | Totale River Plate | Totale River Plate | 51         | 5          |                 | 23              | 3               |                    | 22                 | 3                  |             | 3           | 0           | 99     | 11     |        |
| ago.-dic. 2023     | Tigre              | -                  | -          | -          | CdL             | 12              | 1               | -                  | -                  | -                  | -           | -           | -           | 12     | 1      |        |
| 2024               | Vasco da Gama      | A/RJ+A             | 7+6        | 0          | CB              | 3               | 0               | -                  | -                  | -                  | -           | -           | -           | 16     | 0      |        |
| Totale carriera    | Totale carriera    | Totale carriera    | 136        | 10         |                 | 38              | 4               |                    | 29                 | 3                  |             | 3           | 0           | 206    | 17     |        |

### Cronologia delle presenze e reti in nazionale
| Cronologia completa delle presenze e delle reti in nazionale ― Paraguay | Cronologia completa delle presenze e delle reti in nazionale ― Paraguay | Cronologia completa delle presenze e delle reti in nazionale ― Paraguay | Cronologia completa delle presenze e delle reti in nazionale ― Paraguay | Cronologia completa delle presenze e delle reti in nazionale ― Paraguay | Cronologia completa delle presenze e delle reti in nazionale ― Paraguay | Cronologia completa delle presenze e delle reti in nazionale ― Paraguay | Cronologia completa delle presenze e delle reti in nazionale ― Paraguay |
| Data                                                                    | Città                                                                   | In casa                                                                 | Risultato                                                               | Ospiti                                                                  | Competizione                                                            | Reti                                                                    | Note                                                                    |
| ----------------------------------------------------------------------- | ----------------------------------------------------------------------- | ----------------------------------------------------------------------- | ----------------------------------------------------------------------- | ----------------------------------------------------------------------- | ----------------------------------------------------------------------- | ----------------------------------------------------------------------- | ----------------------------------------------------------------------- |
| 5-9-2019                                                                | Kashima                                                                 | Giappone                                                                | 2 – 0                                                                   | Paraguay                                                                | Amichevole                                                              | -                                                                       | 54’                                                                     |
| 10-9-2019                                                               | Amman                                                                   | Giordania                                                               | 2 – 4                                                                   | Paraguay                                                                | Amichevole                                                              | 1                                                                       |                                                                         |
| 10-10-2019                                                              | Kruševac                                                                | Serbia                                                                  | 1 – 0                                                                   | Paraguay                                                                | Amichevole                                                              | -                                                                       |                                                                         |
| 13-10-2020                                                              | Mérida                                                                  | Venezuela                                                               | 0 – 1                                                                   | Paraguay                                                                | Qual. Mondiali 2022                                                     | -                                                                       | 90’                                                                     |
| 12-11-2020                                                              | Buenos Aires                                                            | Argentina                                                               | 1 – 1                                                                   | Paraguay                                                                | Qual. Mondiali 2022                                                     | -                                                                       |                                                                         |
| 3-6-2021                                                                | Montevideo                                                              | Uruguay                                                                 | 0 – 0                                                                   | Paraguay                                                                | Qual. Mondiali 2022                                                     | -                                                                       |                                                                         |
| 8-6-2021                                                                | Asunción                                                                | Paraguay                                                                | 0 – 2                                                                   | Brasile                                                                 | Qual. Mondiali 2022                                                     | -                                                                       | 61’                                                                     |
| 28-6-2021                                                               | Rio de Janeiro                                                          | Uruguay                                                                 | 1 – 0                                                                   | Paraguay                                                                | Coppa America 2021 - 1º turno                                           | -                                                                       |                                                                         |
| 2-7-2021                                                                | Goiânia                                                                 | Perù                                                                    | 3 – 3 dts (4 – 3 dtr)                                                   | Paraguay                                                                | Coppa America 2021 - Quarti di finale                                   | -                                                                       | 46’                                                                     |
| 2-9-2021                                                                | Quito                                                                   | Ecuador                                                                 | 2 – 0                                                                   | Paraguay                                                                | Qual. Mondiali 2022                                                     | -                                                                       | 46’                                                                     |
| 5-9-2021                                                                | Asunción                                                                | Paraguay                                                                | 1 – 1                                                                   | Colombia                                                                | Qual. Mondiali 2022                                                     | -                                                                       |                                                                         |
| 9-9-2021                                                                | Asunción                                                                | Paraguay                                                                | 2 – 1                                                                   | Venezuela                                                               | Qual. Mondiali 2022                                                     | -                                                                       | 82’                                                                     |
| 7-10-2021                                                               | Asunción                                                                | Paraguay                                                                | 0 – 0                                                                   | Argentina                                                               | Qual. Mondiali 2022                                                     | -                                                                       |                                                                         |
| 10-10-2021                                                              | Santiago del Cile                                                       | Cile                                                                    | 2 – 0                                                                   | Paraguay                                                                | Qual. Mondiali 2022                                                     | -                                                                       | 73’                                                                     |
| 11-11-2021                                                              | Asunción                                                                | Paraguay                                                                | 0 – 1                                                                   | Cile                                                                    | Qual. Mondiali 2022                                                     | -                                                                       | 73’                                                                     |
| 27-1-2022                                                               | Asunción                                                                | Paraguay                                                                | 0 – 1                                                                   | Uruguay                                                                 | Qual. Mondiali 2022                                                     | -                                                                       | 65’                                                                     |
| 1-2-2022                                                                | Belo Horizonte                                                          | Brasile                                                                 | 4 – 0                                                                   | Paraguay                                                                | Qual. Mondiali 2022                                                     | -                                                                       | 46’                                                                     |
| 24-3-2022                                                               | Ciudad del Este                                                         | Paraguay                                                                | 3 – 1                                                                   | Ecuador                                                                 | Qual. Mondiali 2022                                                     | -                                                                       | 77’                                                                     |
| 29-3-2022                                                               | Lima                                                                    | Perù                                                                    | 2 – 0                                                                   | Paraguay                                                                | Qual. Mondiali 2022                                                     | -                                                                       |                                                                         |
| 27-3-2023                                                               | Santiago del Cile                                                       | Cile                                                                    | 3 – 2                                                                   | Paraguay                                                                | Amichevole                                                              | -                                                                       |                                                                         |
| 18-6-2023                                                               | Asunción                                                                | Paraguay                                                                | 2 – 0                                                                   | Nicaragua                                                               | Amichevole                                                              | -                                                                       | 69’                                                                     |
| 7-9-2023                                                                | Ciudad del Este                                                         | Paraguay                                                                | 0 – 0                                                                   | Perù                                                                    | Qual. Mondiali 2026                                                     | -                                                                       | 78’                                                                     |
| 12-9-2023                                                               | Maturín                                                                 | Venezuela                                                               | 1 – 0                                                                   | Paraguay                                                                | Qual. Mondiali 2026                                                     | -                                                                       | 71’                                                                     |
| 12-10-2023                                                              | Buenos Aires                                                            | Argentina                                                               | 1 – 0                                                                   | Paraguay                                                                | Qual. Mondiali 2026                                                     | -                                                                       | 46’                                                                     |
| 17-10-2023                                                              | Asunción                                                                | Paraguay                                                                | 1 – 0                                                                   | Bolivia                                                                 | Qual. Mondiali 2026                                                     | -                                                                       | 67’                                                                     |
| Totale                                                                  |                                                                         | Presenze                                                                | 25                                                                      |                                                                         | Reti                                                                    | 1                                                                       |                                                                         |

## Palmarès

### Club

#### Competizioni nazionali
- Copa Argentina: 1

River Plate: 2018-2019
- Supercopa Argentina: 1

River Plate: 2019
- Campionato argentino: 2

River Plate: 2021, 2023
- Trofeo de Campeones de la Liga Profesional: 2

River Plate: 2021

#### Competizioni internazionali
- Recopa Sudamericana: 1

River Plate: 2019